# کم‌کاری تیروئید مادرزادی
کم‌کاری تیروئید مادرزادی (CH) کمبود هورمون تیروئید است که از بدو تولد وجود دارد. این بیماری اگر ظرف چند ماه پس از تولد درمان نشود، به کم‌کاری تیروئید مادرزادی شدید تبدیل شده و می‌تواند منجر به نارسایی رشد و کم‌توانی ذهنی دائمی شود. نوزادانی که با کم‌کاری تیروئید مادرزادی متولد شده‌اند ممکن است هیچ اثری از خود نشان ندهند، یا ممکن است اثرات خفیفی را نشان دهند که اغلب به عنوان یک مشکل شناخته نمی‌شوند. کمبود قابل توجه هورمون تیروئید مکن است باعث خواب بیش از حد، کاهش علاقه به شیرخوردن، هیپوتونی (ضعف تن عضلانی)، گریهٔ کم یا گرفتگی صدا، حرکات غیر مداوم روده، زردی قابل توجه و هیپوترمی (دمای پایین بدن) شود.
از دلایل کم‌کاری تیروئید مادرزادی می‌توان به کمبود ید و نقص تکاملی در غده تیروئید اشاره کرد. این اختلال تکاملی می‌تواند به دلیل نقص ژنتیکی یا به علل ناشناخته روی دهد.
درمان شامل دوز روزانه خوراکی هورمون تیروئید (تیروکسین) است. از آنجا که درمان ساده، مؤثر و ارزان است، بیشتر کشورهای پیشرفته برای غربالگری نوزادان از سطح هورمون محرکه تیروئید خون (TSH) برای تشخیص کم‌کاری تیروئید مادرزادی استفاده می‌کنند. اکثر کودکان مبتلا به کم‌کاری تیروئید مادرزادی به خوبی تحت درمان با تیروکسین قرار می‌گیرند و از هر لحاظ به‌طور طبیعی رشد می‌کنند. تقریباً از هر۴۰۰۰ نوزاد ۱ نفر دچار کمبود شدید عملکرد تیروئید است. تعداد بیشتری نیز کمبود خفیف یا متوسط دارند.

## علائم و نشانه‌ها

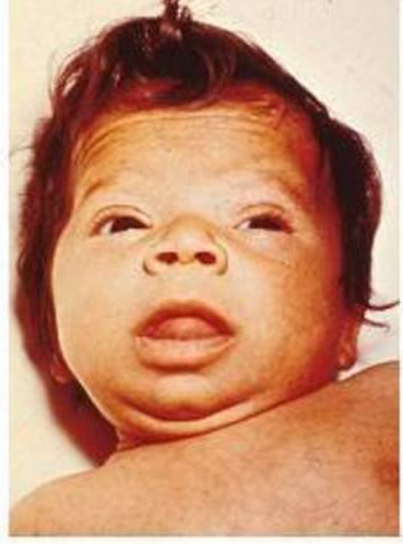
کم‌کاری تیروئید مادرزادی

نوزادان متولد شده با کم‌کاری تیروئید مادرزادی ممکن است هیچ علائمی از خود نشان ندهند، یا ممکن است اثرات خفیفی را نشان دهند که اغلب به عنوان یک مشکل جدی شناخته نمی‌شوند: خواب بیش از حد، کاهش علاقه به شیر خوردن، تونیسیته عضلانی کم، گریه با صدای کم یا با گرفتگی صدا، یبوست، زردی قابل توجه و کمبود دمای بدن. اگر کمبود هورمون تیروئید جنین شدید باشد مثلاً به دلیل فقدان کامل غده تیروئید (athyreosis)، ممکن است تغییراتی در ویژگی‌های ظاهری روی دهد. از جمله ملاج قدامی (فونتانل) بزرگتر، باقی ماندن ملاج خلفی، فتق ناف، و زبان بزرگ.
در زمانی که هنوز غربالگری نوزادان انجام نمی‌شد، کمتر از نیمی از موارد شدید کم‌کاری تیروئید در ماه اول زندگی تشخیص داده می‌شد. اگر بیماری تشخیص داده نشود با گذشت چند ماه، رشد این نوزادان به تأخیر می‌افتد. بعد از چند سال، آنها ویژگی‌های قابل تشخیصی در چهره و بدن نشان می‌دهند که به کرتینیسم معروف است. تداوم کم‌کاری تیروئید شدید و درمان نشده منجر به اختلال شدید روانی و در اکثر موارد کاهش ضریب هوشی آنها می‌شود.

## علت
در سراسر دنیا، شایع‌ترین علت کم‌کاری تیروئید مادرزادی، کمبود ید است. اما در بیشتر کشورهای پیشرفته و مناطق دارای ید محیطی کافی، موارد بروز بیماری به دلیل ترکیبی از علل شناخته و ناشناخته است. معمولاً نقصی در تکامل غدهٔ تیروئید وجود دارد و در نتیجه یا غده‌ای وجود ندارد (آتیروز) یا غده رشد نکرده‌است (هیپوپلاستیک). با این حال، مطالعات اخیر افزایش تعداد موارد ناشی از غده این‌سایتو را نشان داده‌است (که درصورت نقص در تولید هورمون، دیس‌هورمونوژنزیس نامیده می‌شود). غدهٔ تیروئید هیپوپلاستیک ممکن است در گردن یا حتی در پشت زبان ایجاد شود. اگر تیروئید در محل اشتباه قرار گرفته باشد، غدهٔ نابجا (اکتوپیک) نامیده می‌شود. اگر غدهٔ تیروئید در قاعده و پشت زبان ایجاد شود، تیروئید زبانی نامیده می‌شود. برخی از این موارد غدد غیرطبیعی، ناشی از اختلال ژنتیکی و برخی دیگر خودبخودی هستند و هیچ علت قابل شناسایی ندارند. یک مطالعهٔ ژاپنی میان برخی از حشره‌کشهای ارگانوکلرین و مواد شیمیایی شبه دی‌اکسین در شیر مادرانی که نوزادانی با کم‌کاری مادرزادی تیروئید به دنیا آورده بودند، ارتباط آماری یافت. در مواردی که نوزادان در رحم مادر در معرض لیتیوم و داروهای تثبیت‌کننده خلق به منظور درمان اختلال دوقطبی قرار گرفته‌اند، کم‌کاری تیروئید نوزادان گزارش شده‌است.
در برخی موارد، کم‌کاری تیروئید که در غربالگری تشخیص داده می‌شود ممکن است گذرا باشد. یکی از دلایل رایج در این حالت وجود پادتن‌های مادر است که به‌طور موقت عملکرد تیروئید را برای چندین هفته مختل می‌کند.

### توارث
کم‌کاری تیروئید مادرزادی همچنین می‌تواند به دلیل نقایص ژنتیکی سنتز تیروکسین یا تری‌یدوتیرونین در تیروئیدی با ساختاری طبیعی رخ دهد. از جمله نقص‌های خاص می‌توان به مقاومت به تیروتروپین(TSH)، نقص جذب ید توسط تیروئید، نقص سازماندهی، کمبود تیروگلوبولین و یدوتیروزین‌دی‌یدیناز اشاره کرد. در بخش کوچکی از موارد کم‌کاری تیروئید مادرزادی، نقص ناشی از کمبود هورمون محرکه تیروئید است. این حالت می‌تواند به عنوان بخشی از کم‌کاری هیپوفیز مادرزادی روی دهد.
انواع ژنتیکی کم‌کاری تیروئید مادرزادی بدون همراهی گواتر در جدول زیر آمده‌است:
| OMIM        | نام                                        | ژن                 |
| ----------- | ------------------------------------------ | ------------------ |
| OMIM 275200 | کم‌کاری تیروئید مادرزادی، بون گواتر 1 CHNG1 | TSHR               |
| OMIM 218700 | CHNG2                                      | PAX8               |
| OMIM 609893 | CHNG3                                      | ؟ در 15q25.3-q26.۱ |
| OMIM 275100 | CHNG4                                      | TSHB               |
| OMIM 225250 | CHNG5                                      | NKX2-5             |

کم‌کاری تیروئید مادرزادی بدون گواتر به عنوان "شایع‌ترین اختلال غدد درون‌ریز هنگام تولد" توصیف شده‌است.

## تشخیص
در کشورهای پیشرفته، تقریباً تمام موارد کم‌کاری تیروئید مادرزادی توسط برنامه غربالگری نوزادان تشخیص داده می‌شود. این کار براساس اندازه‌گیری TSH یا تیروکسین (T4) در روز دوم یا سوم زندگی انجام می‌گیرد.

### بررسی
اگر TSH بالا باشد یا T4 پایین باشد، با پزشک و والدین نوزاد تماس گرفته می‌شود و برای تأیید تشخیص و شروع درمان مراجعه به متخصص غدد کودکان توصیه می‌شود. اسکن تیروئید با تکنسیوم (Tc-99m pertechnetate) تیروئید غیرطبیعی را تشخیص می‌دهد. آزمایش ید رادیواکتیو (RAIU) اختلال تولید هورمون تیروئید را نمایان می‌سازد.

## درمان
هدف از برنامه‌های غربالگری نوزادان، تشخیص و شروع درمان در ۲–۱ هفته اول زندگی است. درمان شامل دوز روزانه تیروکسین است که به صورت یک قرص کوچک در دسترس است. نام عمومی آن لووتیروکسین است و برندهای مختلفی از آن در بازار موجود است. این قرص خرد شده و با مقدار کمی آب یا شیر به کودک داده می‌شود. دوز توصیه شده معمولاً ۱۵–۱۰ میکروگرم بر کیلوگرم در روز است، به‌طور معمول ۱۲٫۵ تا ۳۷٫۵ یا ۴۴ میکروگرم. در عرض چند هفته، سطح T4 و TSH مجدداً کنترل می‌شود تا اطمینان حاصل گردد که با درمان این مقادیر به حد نرمال رسیده‌است. با بزرگ شدن کودک، این سطح به‌طور منظم برای حفظ دوز مناسب به‌طور مرتب اندازه‌گیری می‌شود. با رشد کودک دوز دارو افزایش می‌یابد.

## پیش‌آگهی
اکثر کودکانی که با کم‌کاری تیروئید مادرزادی متولد می‌شوند و به درستی تحت درمان با تیروکسین قرار می‌گیرند، از هر لحاظ به‌طور طبیعی رشد می‌کنند. حتی بسیاری از کسانی که با فقدان غده تیروئید به دنیا می‌آیند و سطح T4 آنها در هنگام تولد بسیار پایین و در حد صفر است نیز رشد طبیعی داشته و سطح هوشی نرمالی به دست می‌آورند. اگرچه عملکرد تحصیلات عالی آنها از خواهران و برادران دیگر پایین‌تر است و گاه در بعضی، مشکلات یادگیری نیز دیده می‌شود.

## همه‌گیرشناسی
کم‌کاری تیروئید مادرزادی (CH) در هر ۴۰۰۰–۱۳۰۰ تولد یک مورد در سراسر جهان اتفاق می‌افتد. این تفاوت آماری بیشتر بخاطر اختلالات کمبود ید و روش غربالگری مرتبط است و به نظر می‌رسد تفاوت نژادی در این مورد کمتر مؤثر باشد. اشکالات ساختاری در غده تیروئید می‌تواند بعلت آژنزیس (۴۲–۲۲٪)، اکتوپی تیروئید (۴۲–۳۵٪) و نقص تیروئید در محل طبیعی خود (۳۶–۲۴٪) روی دهد. همچنین مشخص شده‌است که این بیماری بیشتر در دخترها و سن بالاتر از ۴۰ هفته در رحم اتفاق می‌افتد.